# 曼托瓦主教座堂

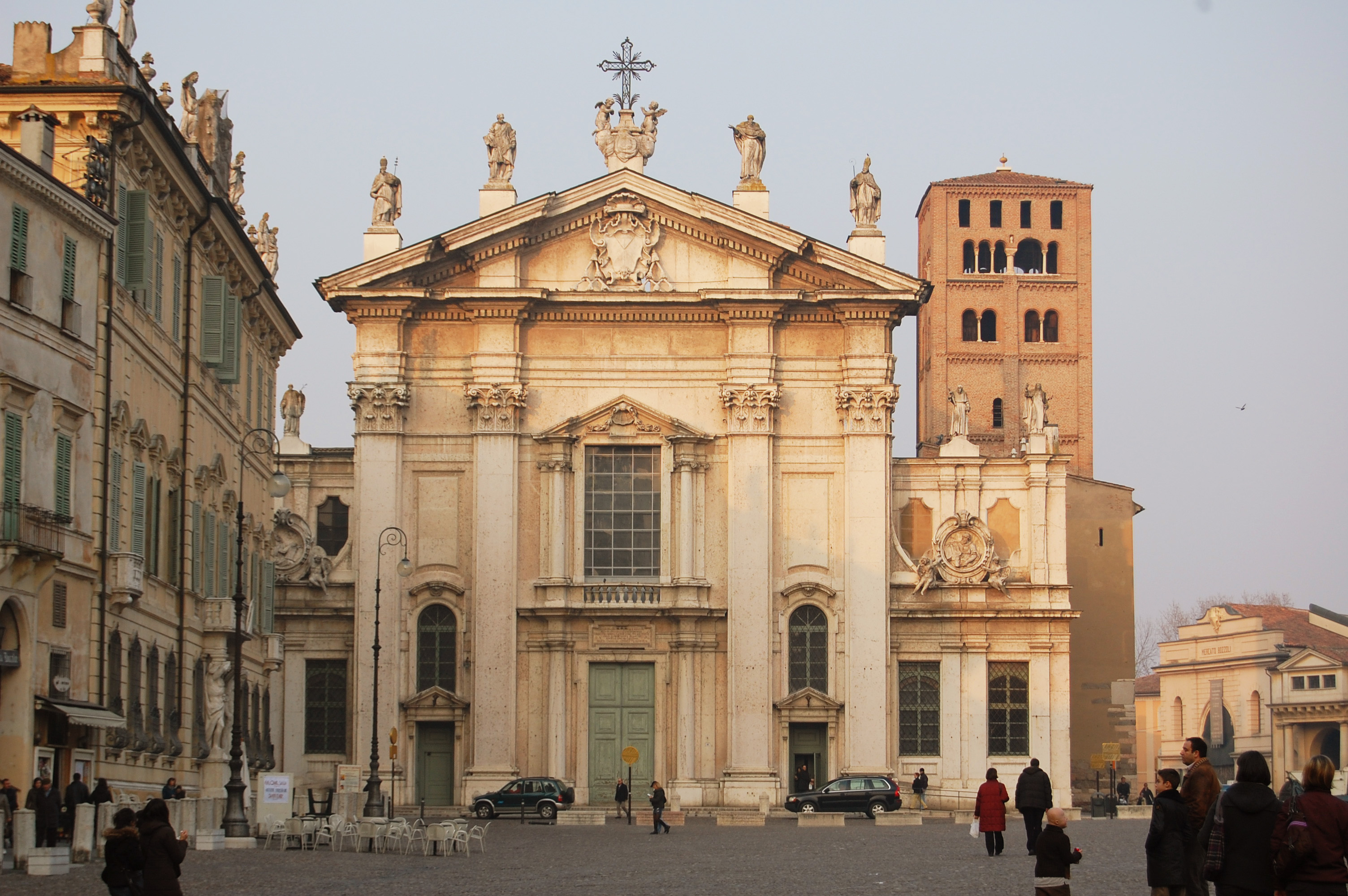
立面

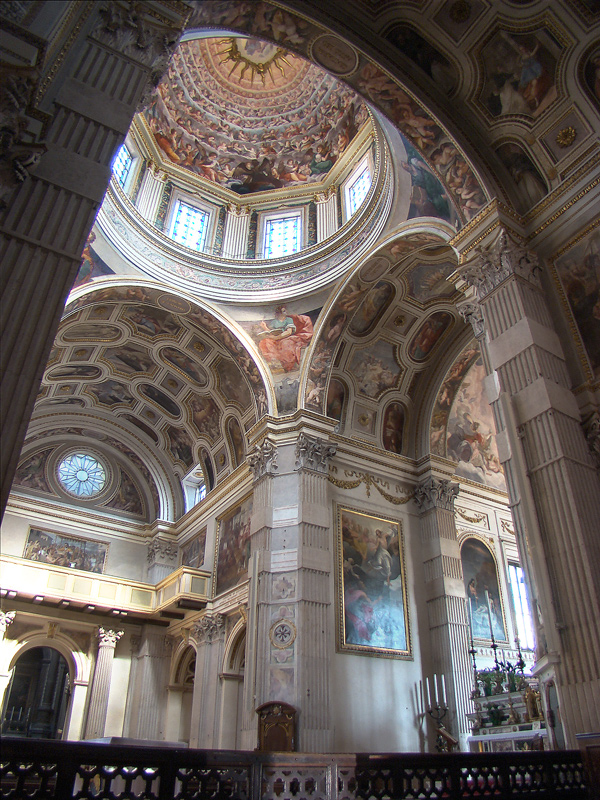
内部

曼托瓦圣伯多禄宗徒主教座堂（義大利語：Cattedrale di San Pietro apostolo; Duomo di Mantova）是天主教曼托瓦教区的主教座堂，位于意大利北部伦巴第大区城市曼托瓦，供奉圣伯多禄。 

## 历史
该堂的历史可追溯到基督教早期。目前的教堂重建于1395-1401年，包括宏伟的哥特式西立面，多梅尼科·莫罗的草图仍保存在曼托瓦公爵宫。钟楼有七个钟。

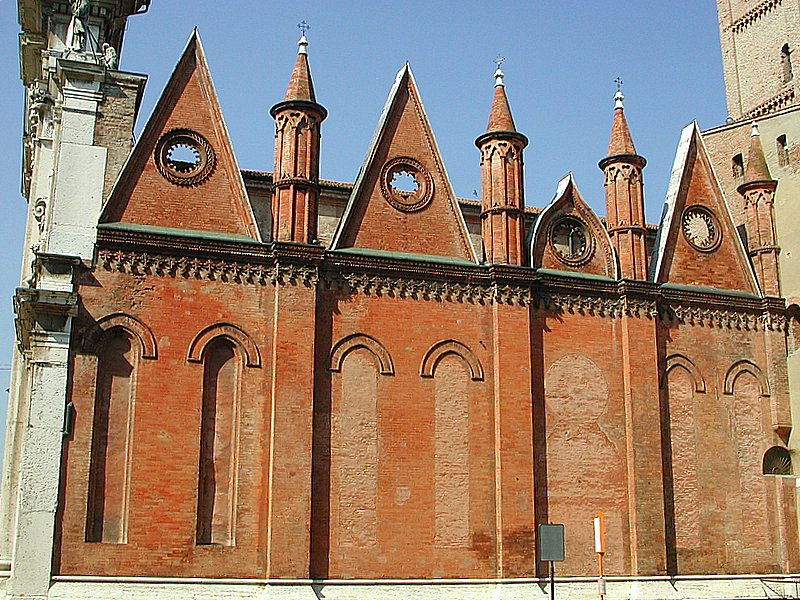
南侧

16世纪的另一次火灾后，朱利奥·罗马诺重修了内部。正立面在1756-1761年改建为巴洛克式，使用了卡拉拉大理石。南侧则仍保持文艺复兴时期建筑的哥特式特征。

## 墓葬
- 卢多维科一世·冈萨加
- 曼托瓦侯爵卢多维科三世·冈萨加